# Houvigneul
Houvigneul is een dorp in de Franse gemeente Houvin-Houvigneul in het departement Pas-de-Calais. Houvin vormt het westelijk deel van de gemeente. De dorpskern is vergroeid met die van Houvin.

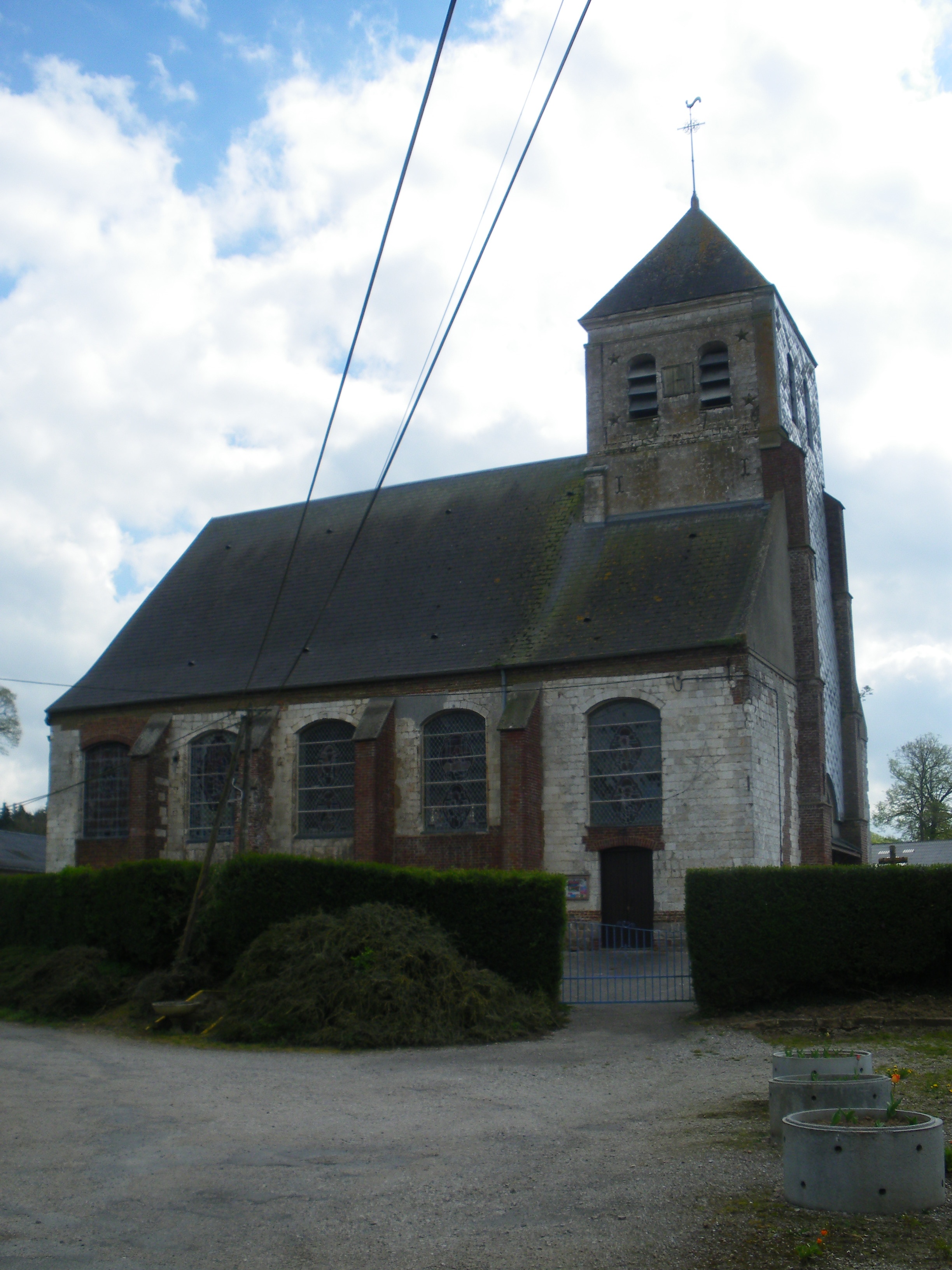
Église Saint-Kilien

## Geschiedenis
Oude vermeldingen van de plaats dateren uit de 12de eeuw als Houvinol en Houvignuel. De kerk van Houvigneul was een hulpkerk van die van Houvin.
Op het eind van het ancien régime werd Houvigneul een gemeente. In 1856 werd de gemeente Houvigneul (281 inwoners in 1851) samengevoegd met de gemeente Houvin (301 inwoners in 1851) in de gemeente Houvin-Houvigneul.

## Bezienswaardigheden
- De Église Saint-Kilien. Een 15de-eeuws beeld van een Piëta werd in 1912 geklasseerd als monument historique.